# Таирова-Яковлева, Татьяна Геннадьевна
Татьяна Геннадьевна Таирова-Яковлева (укр. Тетяна Геннадіївна Таїрова-Яковлєва; 5 мая 1967, Ленинград, СССР) — российский историк-украинист, директор центра по изучению истории Украины Института истории Санкт-Петербургского государственного университета, доктор исторических наук (2004), профессор, мастер спорта по конному спорту и кандидат в мастера спорта по стрельбе, учредитель Конно-спортивного клуба «Комарово» в Санкт-Петербурге.

## Биография
Татьяна Геннадьевна Яковлева (в замужестве — Таирова; псевдоним — Таирова-Яковлева) родилась 5 мая 1967 года в Ленинграде. Предки Татьяны Яковлевой происходили из старинного польского шляхетского рода, на протяжении многих поколений жившего в Великом Княжестве Литовском. После разделов Речи Посполитой предки Татьяны Яковлевой принимали участие в польских восстаниях. Она окончила исторический факультет ЛГУ в 1989 году. Ученица Ю. Д. Марголиса. Ещё студенткой ЛГУ Яковлева прошла отбор по программе изучения истории Украины, поддерживаемой украинской диаспорой в Северной Америке.
В 1990 году выиграла грант Канадского института украинских исследований (CIUS) для завершения диссертации (PhD fellowship), далее стажировалась в Гарвардском институте украинских исследований. Среди наставников были такие украиноведы как Омельян Прицак, Федор Шевченко, Николай Ковальский, Джордж Гаецкий и др. В 1992 году была исключена из СПбГУ из-за разногласий с деканом И. Я. Фрояновым, причиной послужило участие Яковлевой в деятельности украинского национального движения РУХ.
Кандидатскую диссертацию защитила в 1994 году в Институте истории НАН Украины в Киеве по теме «Начальный этап Руины: социально-политическое положение и внешняя политика Украины конца 50-х годов XVII в.».
В 2003—2022 годах работала в Санкт-Петербургском государственном университете: первоначально на кафедре истории славянских и балканских стран, а с 2011 года — на кафедре истории народов стран СНГ. Область научных интересов: история Украины XVI—XVIII веков. В 2004 году защитила в СПбГУ докторскую диссертацию «Социально-политическая борьба на Украине в 60-е годы XVII века. Внутренние и внешние факторы Руины». Среди официальных оппонентов был член-корреспондент РАН Б. Н. Флоря.
С 2004 года являлась директором центра по изучению истории Украины Института истории СПбГУ.
Читала лекции в Институте истории Санкт-Петербургского государственного университета по курсам, связанным с историей стран Центрально-Восточной Европы, в том числе и Украины, Речи Посполитой.
Под её руководством Центр осуществлял издание источников по истории Украины, хранящихся в архивах Санкт-Петербурга и Москвы. В 2020 году ею был осуществлён совместный проект с Институтом истории НАН Украины по изданию летописи С. Величко, хранящейся в РНБ.
В 2022 году в связи с вторжением России в Украину в обращении на украинском языке выступила против войны, осудила политику российского руководства, выразила сожаление о наличии у неё российского гражданства и солидарность с украинским народом. 15 июня 2022 была уволена из СПбГУ.

## Научные гранты
Обладатель грантов: совместный грант РГНФ и НАН на проведение научной конференции (2005), грант президента РФ молодым докторам наук (2005—2006), грант American Council of Learned Societies (2005), грант American Council of Learned Societies (2005), грант Canadian Institute of Ukrainian Studies (2018). В 2018 года получила Scholarly Publication Grant (Канада) и стала победительницей конкурса украинского Института книги (Украина).

## Награды
- Орден княгини Ольги III степени (20 февраля 2008 года, Украина) — за значительный личный вклад в изучение истории отношений Украины и украинско-российских отношений, плодотворную научную деятельность[11][12][13].
- В 2007 году было присвоено[кем?] почетное звание «Берегиня Украинского казачества» за подготовку и издание книги «Мазепа».[источник не указан 4448 дней]
- Наиболее известной среди непрофессионалов научной работой является книга «Мазепа», которая удостоилась высокой оценки со стороны канадского историка украинского происхождения Ореста Субтельного.

## Публикации
статьи
- Іван Богун-Федорович // Київська Старовина. — Киев, 1992. — № 5. — С. 43—53.
- Богдан Хмельницький і рядове козацтво // Український історичний журнал. 1995. — № 4. — С. 56-66.
- Проблемы взаимоотношений Украины и России 1654—1667 гг. // Белоруссия и Украина. История и культура. — М., 2003. — С. 41—48.
- Мазепа-гетман: в поисках исторической объективности // Новая и новейшая история. — 2003. — № 4. Июль-август. — С. 45—63.
- Переяславська рада: зіткнення традицій і персоналій // Людина і світ. 2004. — № 2. — С. 13-16.
- Архив Коша Новой Запорожской Сечи и Гетманский архив Ивана Мазепы // Украина и соседние государства в ХVII веке : материалы международной конференции, Санкт-Петербург. — Санкт-Петербург: Скиф, 2004. — С. 5-12.
- Проблемы неоднородности украинского казачества и внутренние противоречия их идеалов. Войско Запорожское и Запорожье // Украина и соседние государства в XVII веке. — СПб., 2004. — С. 203—214.
- Донос старшини на І. Самойловича: аналіз першоджерела // Український історичний журнал. — 2006. — № 4. — С. 190—201.
- Гетманщина и её инкорпорация в Российскую империю // Западные окраины Российской империи. — Москва, 2006. — С. 33—54.
- Мотря Кочубей и её роман с гетманом Иваном Мазепой // Studia Slavica et Balcanica Petropolitana. — 2007. — № 1-2. — С. 99-104.
- Приятель гетмана-злодея. Как Мазепа Петра к власти приводил // Родина. — 2007. — № 11. — С. 25-32.
- До питання про повсякденне життя представниць козацько-старшинських родин початку XVIII ст. // Український історичний журнал. 2008. — № 3. — С. 202—209.
- К вопросу о внутренней политике Ивана Мазепы // Гетьман Івана Мазепа: постать, оточення, епоха: Зб. наук. праць. — Київ, 2008. — С. 72-80.
- Переворот Нарышкиных и Мазепа // Труды кафедры истории России с древнейших времен до XX века. — СПб.: Издательство Санкт-Петербургского университета, 2008. — С. 424—437.

монографии
- Гетьманщина в другій половині 50-х років XVII століття : причини і початок Руїни. — Київ: Основи, 1998. — 447 с.
- Руїна Гетьманщини: від Переяславської ради — 2 до Андрусівської угоди (1659—1667 рр.). — Киев, 2003. — 644 c. — ISBN 966-500-099-3
- Мазепа. — М.: Молодая гвардия, 2007. — 271 с. — (Жизнь замечательных людей) — ISBN 978-5-235-02966-8
- Иван Мазепа и Российская империя: история «предательства». — Москва : Центрполиграф ; Санкт-Петербург : Русская тройка-СПб, 2011. — 525 с. — ISBN 978-5-227-02578-4
- Гетманы Украины: истории о славе, трагедиях и мужестве. — Москва : Центрполиграф ; Санкт-Петербург : Русская тройка-СПб, 2011. — 333 с. — ISBN 978-5-227-03017-7
- Повседневная жизнь, досуг и традиции казацкой элиты Украинского гетманства. — Санкт-Петербург : Алетейя, 2016. — 196 с. — ISBN 978-5-906823-43-4
- Инкорпорация: Россия и Украина после Переяславской рады (1654—1658) — КЛИО, 2017. — 320 с. — ISBN 978-617-7023-55-4
- Коліївщина: великі ілюзії. — К.: Кліо, 2019. — 256 с.
- Между Речью Посполитой и Россией : Правобережная Украина в эпоху гайдамаков. — Санкт-Петербург : Нестор-История, 2020. — 295 с. — ISBN 978-5-4469-1728-0. — 300 экз.

учебные пособия
- «Восточная Европа в Средневековье» и «Восточная Европа в Новое время»: учебно-методическое пособие для обучающихся по направлению подготовки «История». — Изд. 2-е, расшир. и доп. — Санкт-Петербург : Астерион, 2015. — 49 с. — ISBN 978-5-00045-265-3. — 500 экз.
- Этнокультурная история Речи Посполитой: учебно-методическое пособие для обучающихся в магистратуре по направлению подготовки «История». — Санкт-Петербург : Астерион, 2015. — 47 с. — ISBN 978-5-00045-267-7. — 500 экз.
- История стран Восточной Европы : учебно-методическое пособие для обучающихся по направлению подготовки «История». — Санкт-Петербург : ЦНИТ «Астерион», 2019. — 47 с. — ISBN 978-5-00045-744-3. — 100 экз.